# Пола Хедвиг
Пола Хедвиг  (Берлин, 11. октобар 1889 − 1983)  била је немачки биолог која ће остати запамћена по  открићу ретког наследног мезо-ектодермалног поремећаја у развоју, са комбинацијом улнарних и фибуларних дефеката повезаних са смањеним грудним сегментима, антекубиталном птеригијом и урођеним малформацијама бубрега и слезине, названим Хедвиг-Вејерсов синдром.

## Живот и каријера
Паула Хертвиг је била ћерка биолога Оскара Вилхелма Аугуста Хедвиг-а (1849-1922). Њен ујак  и Richard Carl Wilhelm Theodor von Hertwig (1850-1937), био је оснивач експерименталне зоологије. Студирала је зоологију и ботанику у Берлину, а потом 1915. и докторирала.
Након завршетка студија радила је у Анатомско-биолошком институту берлинског медицинског факултета, као и у Институт за генетска истраживања (Vererbungsforschung), Берлин-Далем, у коме је хабилитирана за зоологију 1919. године и тако постала прва Немица која је завршила постдокторске студије.
Ванредни професор постала је 1926. године, 1927. године преузела је место шефа катедре за људско наслеђе на медицинском факултету у Берлину, а 1940. године постала је шеф зоолошког одељења института за истраживање наслеђа, који је сада у саставу универзитета у Берлину.
После Другог светског рата,  била је задужена за новоосновани биолошки институт медицинског факултета Универзитета у Халеу, као и за катедру за општу биологију.
Пола Хедвиг је била пионир у генетици зрачења и један од првих који је увидела опасности радијума и рентгенског зрачења.